# Noel Nascimento
Noel Nascimento (Ponta Grossa, 2 de novembro de 1925 - Curitiba, 23 de junho de 2013) foi um advogado e escritor brasileiro.

## Vida
O autor nasceu em Ponta Grossa (PR), em 2 de novembro de 1925, filho de Sebastião Nascimento e Maria Claudia Bittencourt de Castro Nascimento e pai de Noel Nascimento filho. Formou-se em Direito e foi promotor de justiça em várias cidades do interior. Colaborou durante décadas em jornais e revistas com ensaios, poemas e textos literários. Publicou "A Justiça e o fim da Repressão", "Casa Verde","Coreto de Papel", "Cosmonave", "A Nova Estética", "A Escola Humanista". Foi atingido pelo Ato Institucional nº 1, preso político em 1964 e em 1975, retornando ao Ministério Público na vigência da Lei da Anistia. Tomou posse da cadeira 27 da Academia Paranaense de Letras(APL) em 23 de maio de 1979. Em 1995 ganhou o Concurso Nacional de Romances promovido pela Secretaria de Estado da Cultura do Paraná com "Arcabuzes"..

## Obras
- Casa verde, Possui quatro edições (1963, 1981, 1985 e 2001). Fala sobre o incidente que ocorreu na região que já foi disputada pela Argentina e que foi questão de fronteiras entre o Paraná e Santa Catarina.
- Arcabuzes, Possui duas edições (1997 e 2007) O romance "Arcabuzes" esclarece a história, a realidade social brasileira em movimento. A Pátria nascida em luta contra o colonialismo, a revolução das massas urbanas em busca da Independência, da Abolição e da República. Como conseqüência destas duas últimas revela a guerra civil com a qual a contra-revolução envolveu o país. Forças legalistas e forças rebeldes travaram batalhas, verdadeiras chacinas de combatentes, de prisioneiros e, quando vitoriosas, caçavam os adversários políticos para degolá-los.
- A Revolução do Brasil, Possui uma única edição (2005). A obra de Noel Nascimento intitulada "A Revolução do Brasil" é uma contribuição para a interpretação de nossa história, encarada como realidade social em movimento.O livro apresenta uma radiografia dos conflitos armados no país no final do século XIX, com destaque ao Guerra do Contestado
- A Nova Civilização, Possui uma única edição (2005)   O romancista historiador Noel Nascimento define sua obra "A Nova Civilização" como um romance combativo, de reflexão, idealista e social. A obra apresenta uma narrativa singela. O enredo da cidade alteada em colinas aponta para uma nova civilização do terceiro milênio.
- Contos Fantásticos, Possui uma única edição (2005)   Em sua obra Contos Fantásticos, o autor apresenta personagens que se tornam fantasmas na nossa realidade, como a Loura, que simboliza a sociedade assolada pela epidemia, ardendo em febre consumista, e passagens como o funeral da ditadura no Conto da Figueira, e heróis, isto é, fantasmas mortificados em Otavinho, João Bodoque, Juca, o Caminhoneiro e O Morcego. Além do histórico João Maria, personagem que há mais de um século é venerado.